# Mikve (divadelní hra)
Mikve (hebrejsky מקווה) je drama izraelské dramatičky Hadar Galron. Hra byla poprvé uvedena roku 2005, česky byla uvedena v prosinci 2008 ve Stavovském divadle v překladu Ester Žantovské. Byla několikrát nominována na cenu Izraelské Divadelní akademie a získala cenu Hra roku 2005.
Hra se odehrává v mikve a je kritikou postavení vdaných žen v ortodoxní židovské společnosti.

## Postavy
- Šošana (שושנה): lazebnice v mikve
- Šira (שירה): nová lazebnice v mikve
- Esti (אסתי)
- Hindi (הינדי)
- Chedva (חדווה)
- Eliševa (אלישבע): Chedvina němá dcera
- Tehíla (תהילה)
- Miki (מיקי)

## Děj
Do mikve, kde pracuje Šošana, nastoupí nová lazebnice Šira. Je náhradou za předchozí lazebnici Joči, která se utopila, jak všichni tvrdí, čistě náhodou. Mezi stálé zákaznice mikve patří Esti, chudá a poněkud prostá žena, matka šesti dětí, Hindi a Chedva, manželka místního politika, která vždy přijde se svou němou dcerou Eliševou.
Když se Šira poprvé potká s Chedvou, má tato na sobě sluneční brýle, protože údajně upadla ze schodů a má modřiny. Šiře to přijde jako poněkud zvláštní vysvětlení a snaží se zjistit víc, Šošana ji ale zastaví. Řekne jí, že když jí Chedva řekla, že spadla, má jí věřit a nemá se do toho plést, protože od toho ona tam není. Dále Širu zarazí Chedvina dcera Eliševa, která nemluví, ačkoli, jak Šiře řekla Šošana, kdysi mluvila. Ale i do toho má Šira zakázáno se plést. Šira ale stejně Chedvě při odchodu dá kartičku s telefonním číslem, prý aby si nechala udělat krevní testy, aby zjistila, proč se jí dělají ty modřiny, ve skutečnosti jde o číslo na Linku bezpečí.
Ve stejný den do mikve přijde Tehíla, která se má druhého dne vdát a podle židovských zvyků se musí před svatbou ponořit do mikve, aby byla čistá. Tehíla ale svého budoucího muže moc nezná a chce po Šošaně, aby ponoření odložila alespoň o několik dní. Šošana to odmítne s tím, že nečistá nevěsta by byla hanba a že jí po svatbě ještě Tehíla poděkuje. Když se za ni Šira snaží přimluvit, Šošana ji okřikne, že mikvi velí ona. Šošana si nakonec prosadí Tehílino ponoření.
Další část hry se odehrává měsíc po úvodní scéně. Přijde opět Tehíla, tentokráte již vdaná. Vyčítá Šošaně, že ji donutila se ponořit do mikve, protože pro ni svatební noc byla strašná. Šira se ji snaží uklidnit, zatímco Šošana se jí snaží vysvětlit, že to udělala jen pro její dobro.
Šira mezitím začala přespávat v mikve, Šošaně ale řekla, že si pro ni pozdě v noci jezdí manžel a ráno ji vozí do práce. Hindi Šošaně prozradí, jak to se Širou je. Šošana tedy jednou v noci, kdy už měla být Šira doma, přijde do mikve a zjistí, že nejenže Šira není doma s manželem, ale dokonce se ponořila do mikve. Protože v očistný den, kdy se ponořila do mikve, nebyla s manželem, je „vzpurnou ženou“. Šira Šošaně vysvětlí, že není s manželem, protože už nechce otěhotnět, neboť prodělala dva vážné potraty. Vyčte také Šošaně, že nepomohla Šiřině předchůdkyni Joči; ta totiž otěhotněla, věděla ale, že těhotenství je pro ni nebezpečné. Místo aby šla na potrat (protože „život matky je důležitější než život plodu“, jak stojí v židovském zákoně), raději se utopila.
Dále se hra odehrává po dalším měsíci. Přijde nová zákaznice, zpěvačka Miki, která v mikve ještě nikdy nebyla, připadá jí to jako naprosto šílené a přišla jenom kvůli svému manželovi. Přiběhne Eliševa, samotná, a snaží se Šiře naznačit, že má jít s ní, protože se její mamince něco děje. Šira odejde Chedvu zachránit před jejím manželem; Šošana okamžitě po jejím odchodu začne volat Chedvinu manželovi, aby mu vysvětlila, že Širu neposlala ona. Šira Chedvu odvede do bezpečí, nikomu ale neřekne kam. Miki se mezitím snaží Tehíle vysvětlit, že si má dělat, co chce, a že se nemá ohlížet na ostatní. 
Po dalším měsíci přijde Chedva s Eliševou do mikve, protože Chedvinu manželovi někdo prozradil její úkryt. Šira mikve zamkne a odmítá kohokoli pustit ven nebo dovnitř. Šošana se pro změnu snaží Chedvu přemluvit, aby se vrátila k manželovi, což Chedva odmítá a vynadá Šošaně a Hindi, že jí nepomohly, když potřebovala. Mikve obklíčí mravnostní hlídka. Všichni chtějí, aby Šira otevřela, protože pouze mravnostní hlídka rozhoduje o tom, kdo je hoden být v náboženské obci a kdo ne. Nakonec se všechny postaví za Chedvu a zburcují několik dalších žen z obce.
Hra končí tím, že Eliševa najde Tehílu, která se mezitím ze zoufalství utopila v mikve.
Úryvek:
| „                                                             | CHEDVA: Když mě poprvé uhodil před ní, prosila jsem ji, ať jde do svýho pokoje, ať se nedívá… Ale ona se ani nehla. A po pár minutách, když jsem si byla jistá, že omdlím, na něj začala křičet: „Tati, přestaň! Nech toho! Tohle Tóra zakazuje! Tati, přestaň!“ A on se k ní otočil a úplně potichu pronesl, že jestli tu pusu ještě otevře, tak ji umlátí k smrti. Od tý doby neřekla ani slovo. | “ |
| — Hadar Galron, Mikve, druhé jednání, překlad Ester Žantovská | |   |

## Reakce
Po prvním uvedení hry v Izraeli následovaly rozporuplné reakce, a to i v řadách ortodoxních židovek (některé autorce za hru děkovaly, některé ji obviňovaly z antisemitismu. Dokonce byly snahy hru zakázat. Přesto získala cenu Hra roku 2005 a několikrát byla nominována na cenu Izraelské divadelní akademie.